# Lizbeth Salazar
Lizbeth Salazar Vazquez (nascida em 8 de dezembro de 1996) é uma ciclista mexicana. Competiu nos Jogos Pan-Americanos de 2015.